# 阿葛斯提諾·巴巴里戈

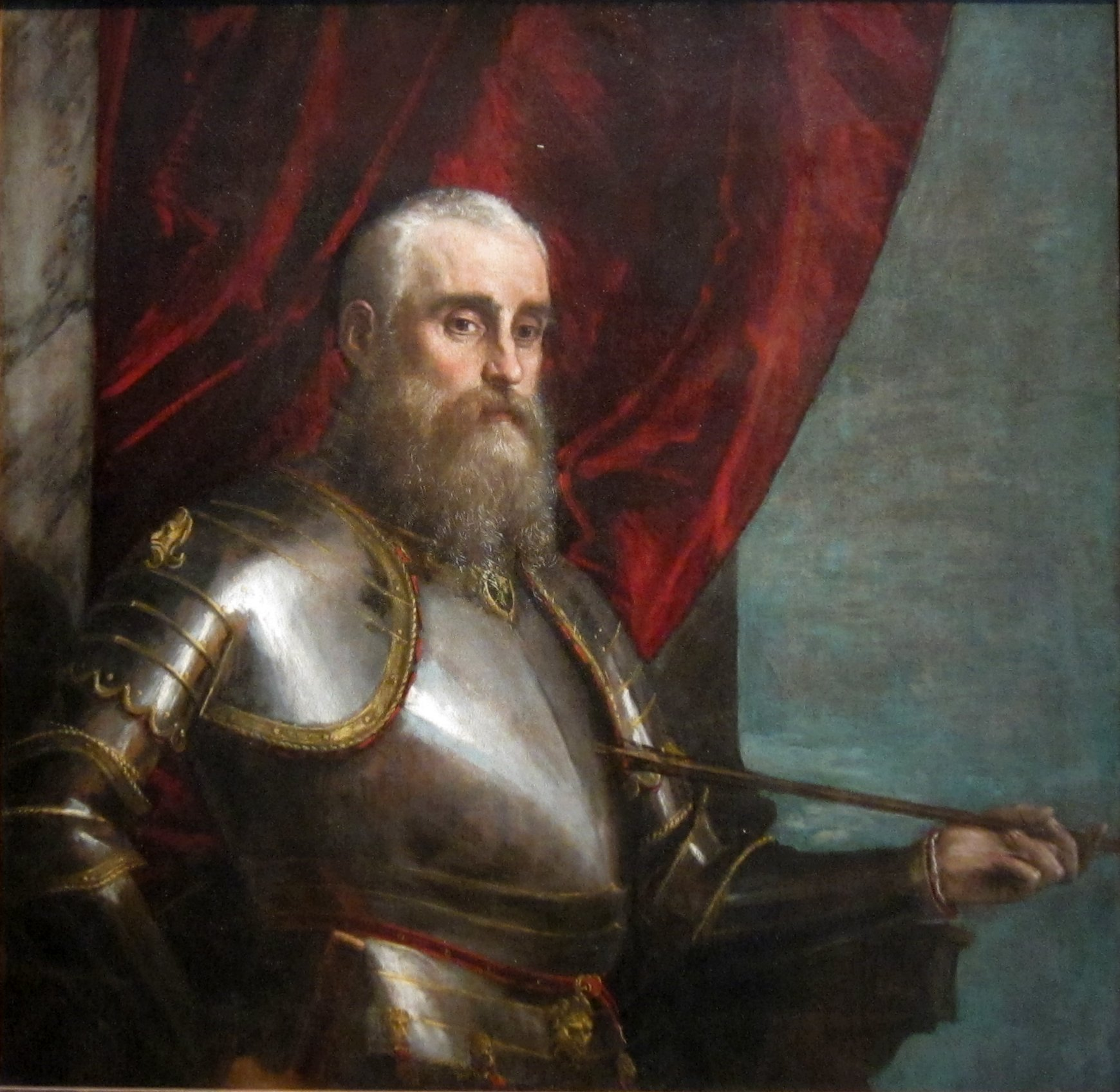

阿葛斯提諾·巴巴里戈（義大利語：Agostino Barbarigo，1518年—1571年10月9日），威尼斯貴族，海軍上將。
阿葛斯提諾於1571年的勒班陀戰役中擔任神聖同盟左翼指揮，他雖然獲得勝利並使對手指揮土耳其軍右翼的穆罕默德·西洛可喪命，但他自己也於這場戰役中被射中右眼而陣亡。
。